# 小浜藩台場跡

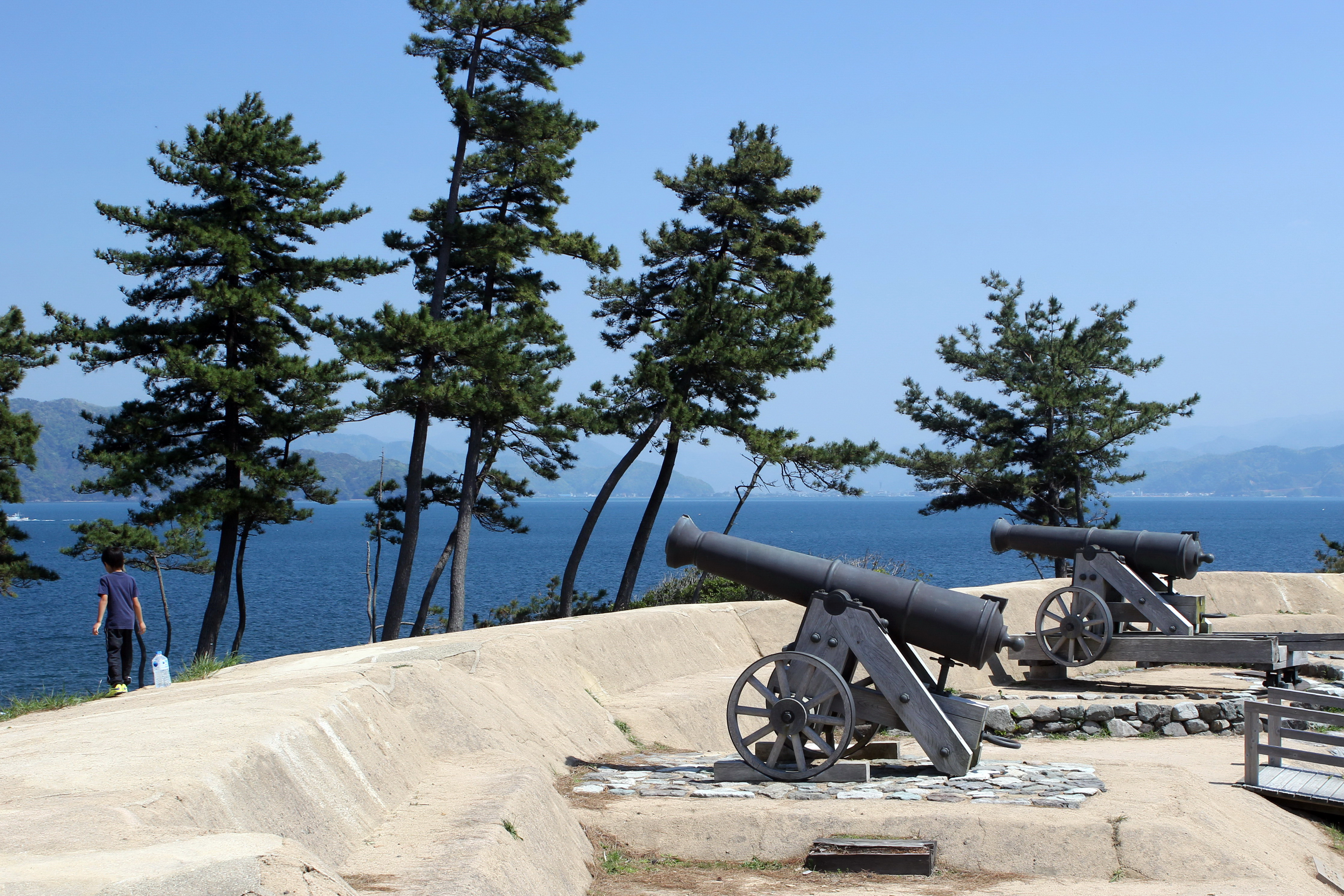
松ケ瀬台場跡（2号台場）と大砲（レプリカ）

小浜藩台場跡（おばまはんだいばあと）は、小浜藩領であった敦賀の杉津浦から高浜の内浦に至る約30か所に計画・築造された台場群である。ここでは福井県大飯郡おおい町大島に作られた松ヶ瀬台場と鋸崎台場（いずれも国の史跡に指定）、小浜市小浜津島に作られた川崎台場について述べる。

## 概要
小浜藩では、異国船に対する警戒体制の一環として、1851年に幕府に台場築造を届け出て以降、約30か所の台場を造り海防を強化した。1854年には鋸崎・松ヶ瀬台場を築造している。ペリー率いるアメリカ艦隊が浦賀に来航した翌年のことである。

## 松ヶ瀬台場跡
松ヶ瀬台場は小浜湾の湾口部にあたり異国船の侵入監視には絶好の立地で、2ヵ所（1号台場跡、2号台場跡）の台場跡がある。1号台場跡は海に向かって横に並ぶ土塁6基と土塁に挟まれた5か所の砲眼があり、全長は約50メートルになる。2号台場跡は1号台場跡より海側にあり直径約80メートル、高さ2.2～2.4メートル、幅約14メートルの半円形の土塁で構築されている。その土塁の内側中央部には、回転式の大砲を設置したと思われる半円形の砲座1基、その両側には固定式の大砲を設置したと思われる方形砲座が2基ずつ配置されている。また土塁両端部には火薬庫として使用されたと思われる焼紅弾室跡がある。
この台場は赤礁崎オートキャンプ場内にあり、キャンプ場整備に伴い福井県によって遺構調査が行われたのが最初で、1994年から当時の大飯町教育委員会により鋸崎台場も含めて発掘調査を実施、2001年に国の史跡に指定された。2号台場は復元され2基の大砲のレプリカが設置されている。なお台場跡を見学するためには赤礁崎オートキャンプ場の入門口から許可を得て場内に入るか、専用の「松ヶ瀬台場跡出入口」から入る必要がある。

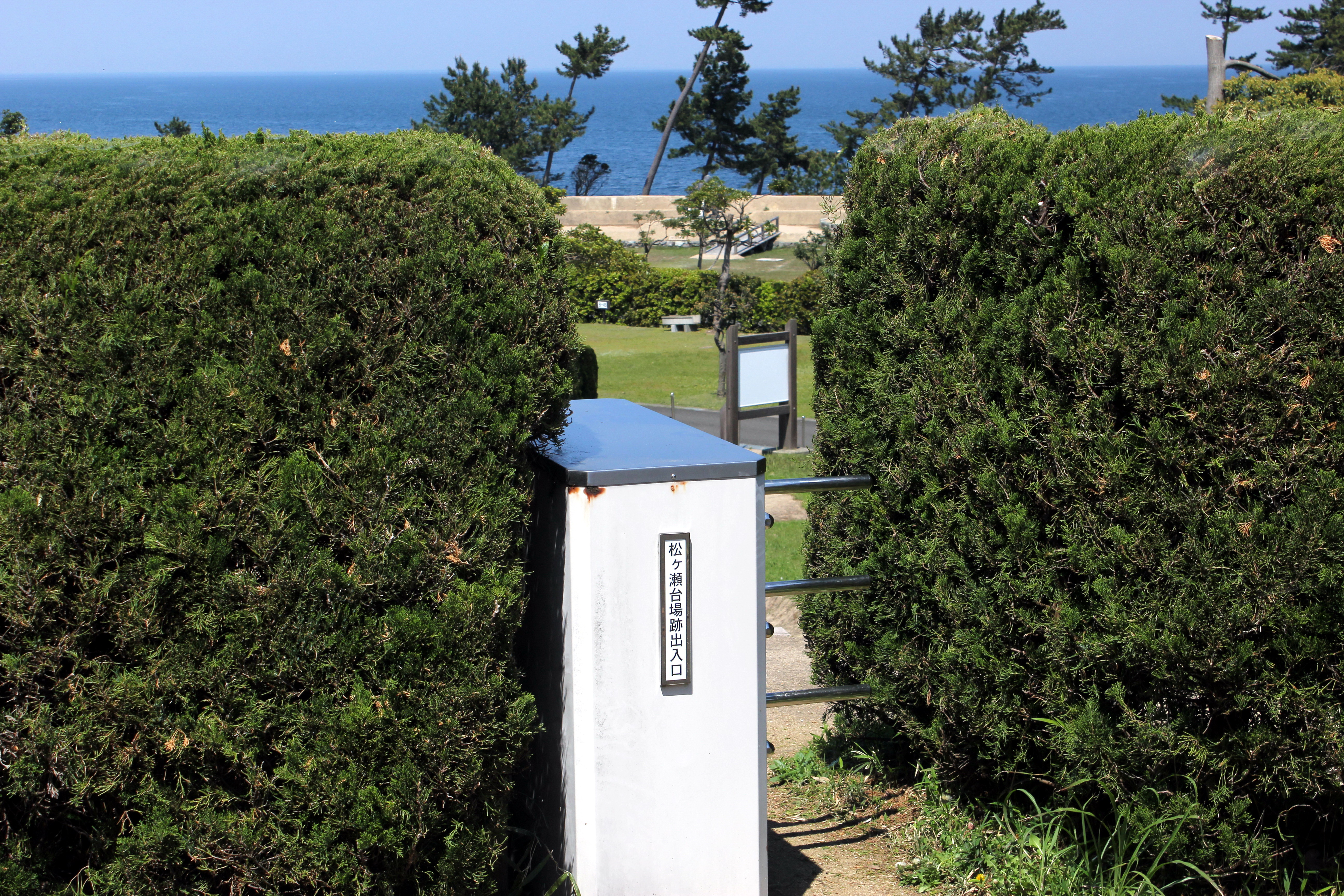
松ケ瀬台場跡への出入口
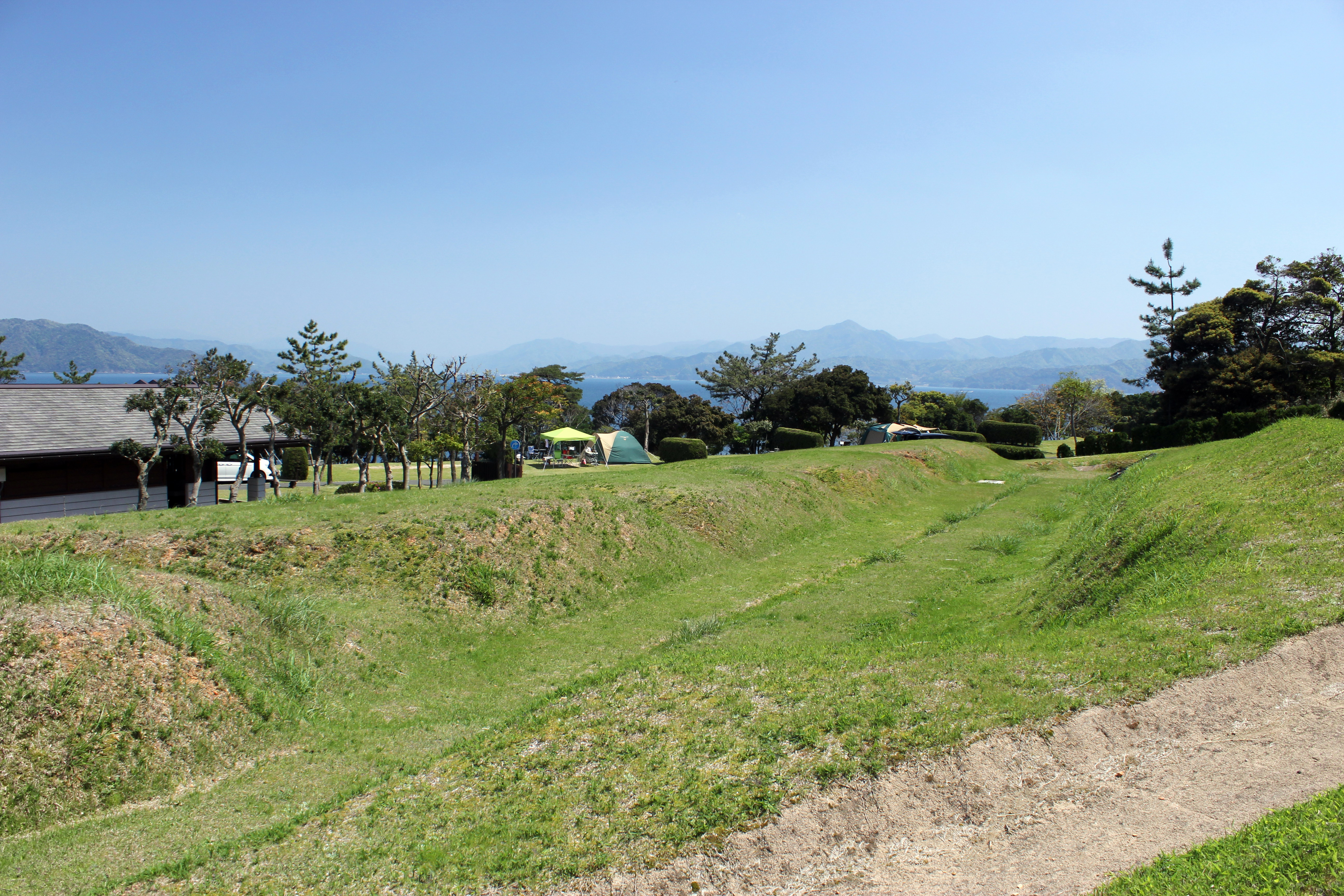
1号台場跡
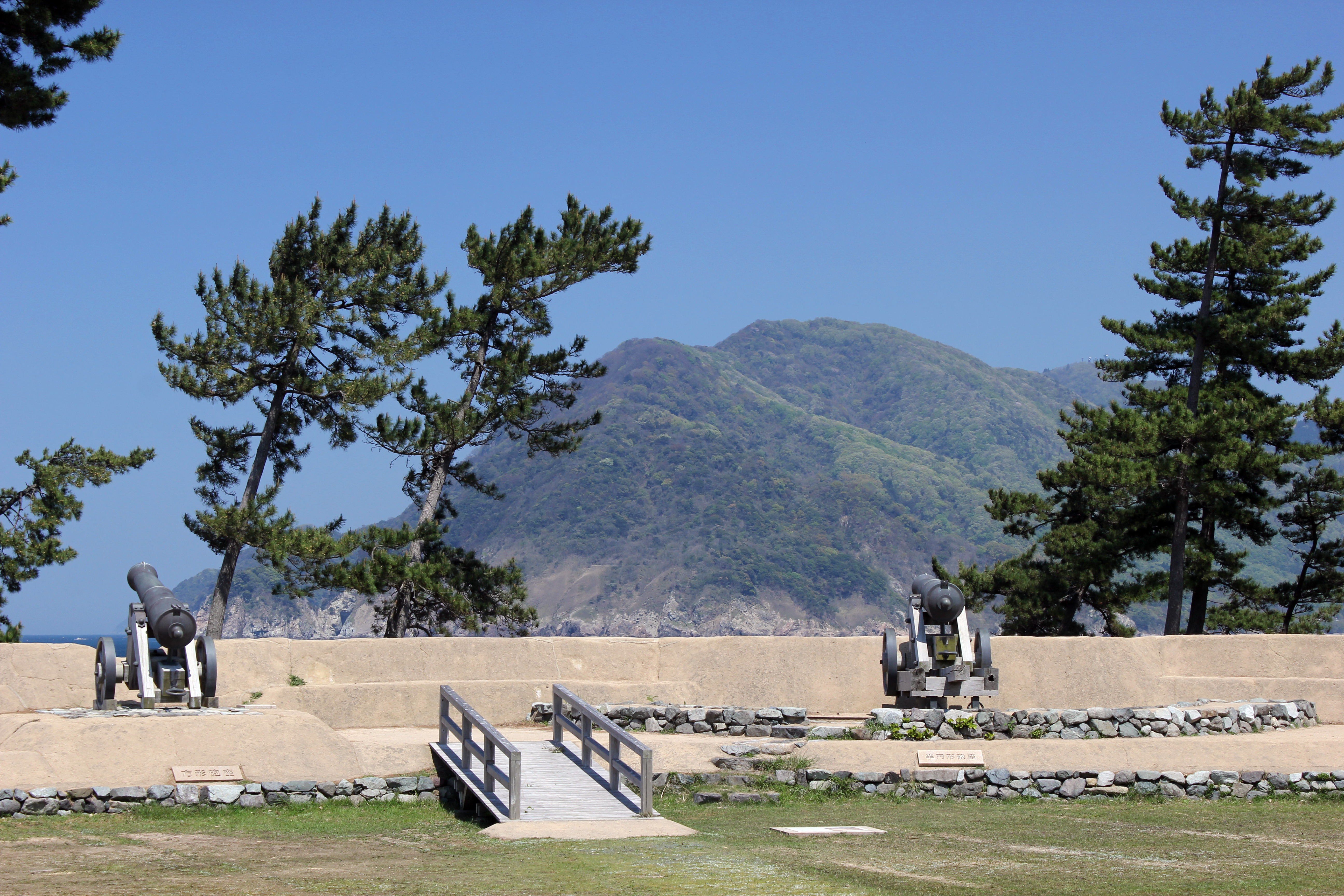
2号台場（向かいの山は内外海半島）
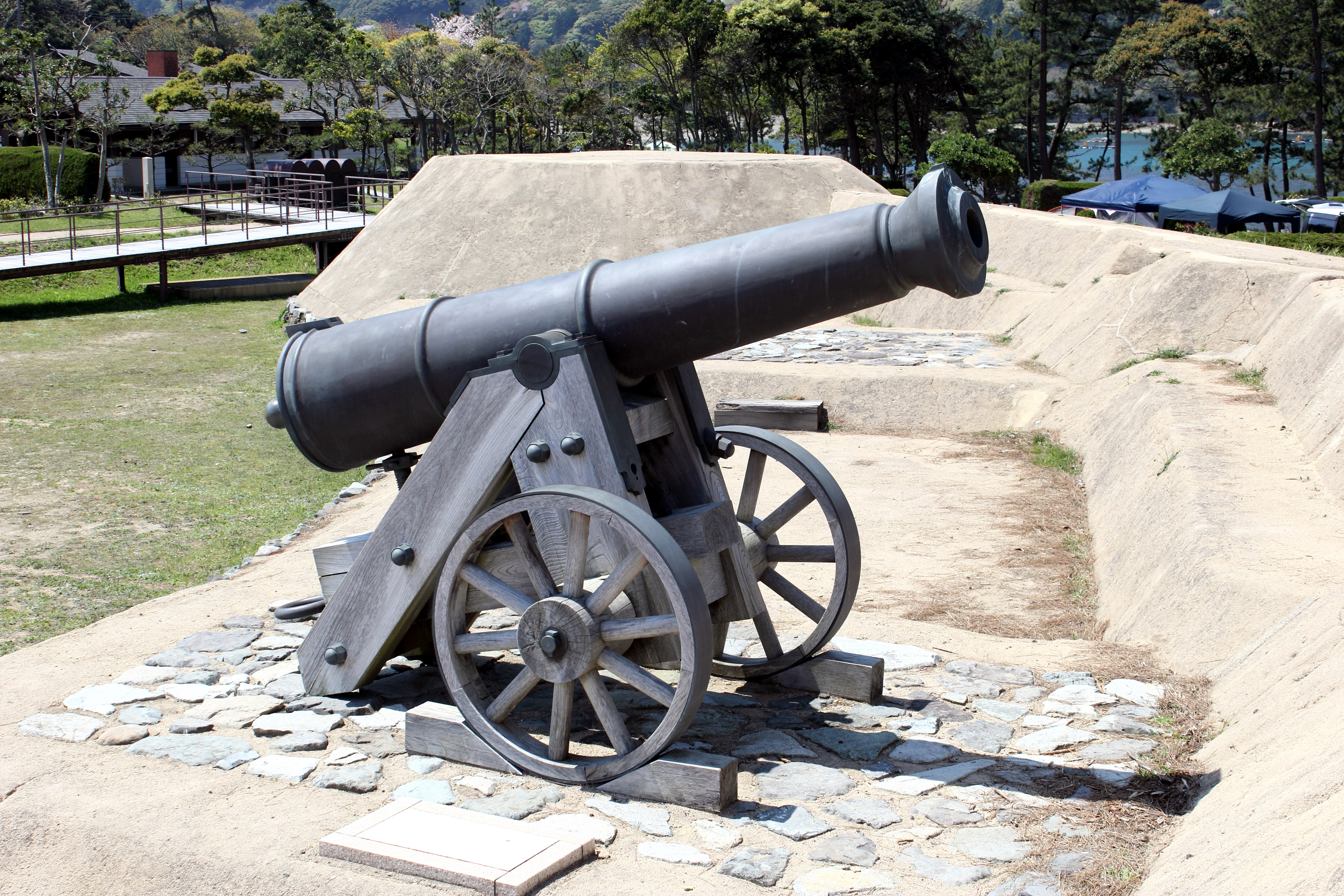
2号台場の方形砲座と大砲（レプリカ）
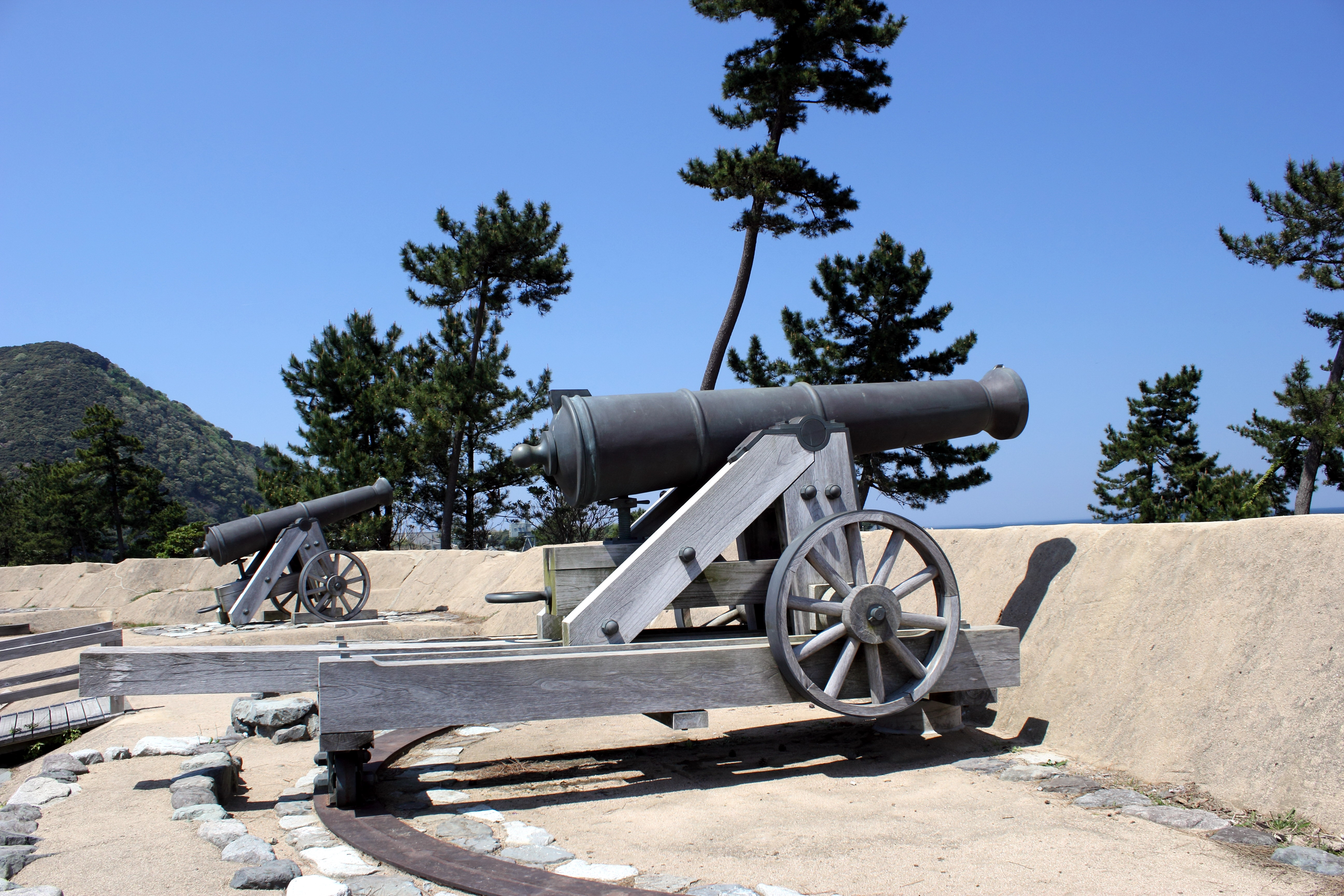
2号台場の半円形砲座と大砲（レプリカ）
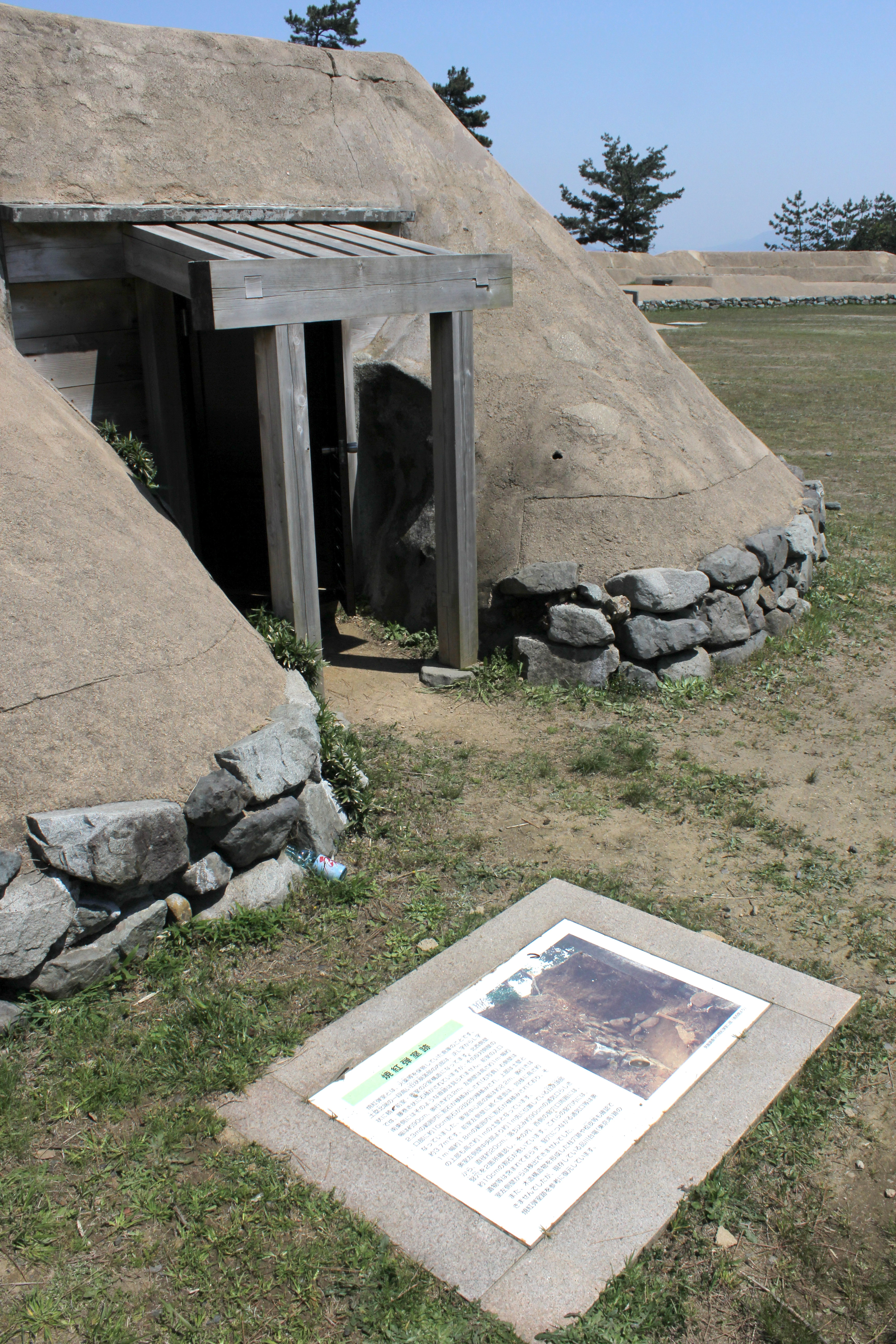
2号台場の焼紅弾薬室（復元）

## 鋸崎台場跡
1994年以降大飯町教育員会により松ヶ瀬台場跡と合わせて発掘調査が実施され、2004年に国の史跡に追加指定された。
「コ」の字型に並ぶ土塁と土塁に挟まれた5基の方眼で構築されている1番台場を中心に、正方形の単独砲座台場2基、焼紅弾室から構成されている和洋式台場跡である。
鋸崎台場跡は鋸崎の先端にあるが、大飯発電所の敷地内にあるため立ち入ることはできない。

## 川崎台場跡
川崎台場は1854年（安政元年）小浜藩が川崎町の重田卯右衛門に命じて作らせたものである。
小浜城付近の台場はこのほかに5箇所（御城浜、海手浦、河崎、松ヶ下、八幡下）に作られ大砲は全部で55門、この台場には7門が据え付けられていた。
台場は重田卯右衛門や黒鍬八兵衛らの奉仕でつくられ、大砲の鋳造費は町方商人に課せられた。
明治に廃止され、跡地は台場浜公園になっている。

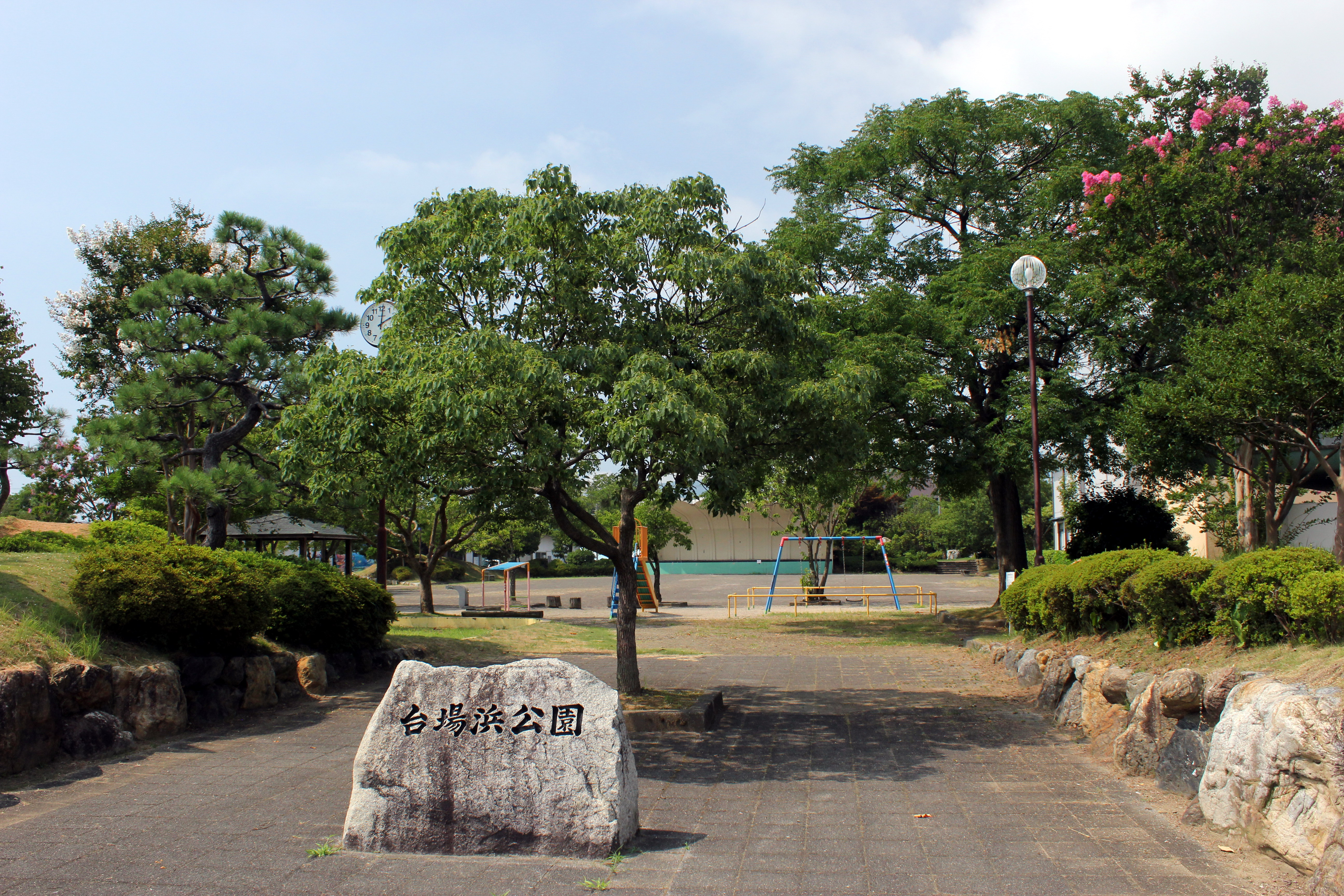
川崎台場跡

## 歴史
- 1851年（嘉永4年) - 小浜藩が幕府に台場構築を届け出る。
- 1853年（嘉永6年) - ペリー艦隊が浦賀に来航。
- 1854年（安政元年）- 鋸崎・松ヶ瀬台場を築造。同時期に城下の川崎・海手浦台場なども築造。
- 1994年-1998年（平成6年から10年）- 大飯町教育委員会により松ヶ瀬台場跡・鋸崎台場跡の発掘調査を実施。
- 2001年（平成13年）1月29日 - 松ヶ瀬台場跡が国の史跡に指定される（指定名称は「小浜藩松ヶ瀬台場跡」）。
- 2004年（平成16年）9月30日 - 鋸崎台場跡が国の史跡に追加指定され、指定名称を「小浜藩台場跡 松ヶ瀬台場跡 鋸崎台場跡」に変更する。